# 積加·伊頓
積加·伊頓（英語：Jagger Eaton，2001年2月21日—），美国男子滑板運動員。4岁开始学习滑板，他曾是世界极限运动会最年轻的参赛者。2021年7月25日，他代表美国参加2020年夏季奥林匹克运动会滑板比赛，在男子街式赛中夺得铜牌，亦是奥林匹克运动会史上第一个滑板铜牌。

## 外部連結
- 積加·伊頓的Instagram帳戶 （页面存档备份，存于）